# Huchsduwachsdu Nuyem Jees/Kitlope Heritage Conservancy
Le Huchsduwachsdu Nuyem Jees/Kitlope Heritage Conservancy est un parc provincial situé sur la côte pacifique de la province de Colombie-Britannique au Canada. Il protège la plus grande forêt pluviale tempérée côtière au monde. Il est situé au fond du chenal Gardner, le parc s'étend à l'intérieur le long de la rivière Kitlope et partage une partie de ses limites avec le  parc provincial de Tweedsmuir.

## Histoire
La région de la rivière Kitlope  est dans les terres ancestrales des Haislas. Les Haislas utilisant la région comme territoire de chasse et pêche, en particulier pour la production d'huile de poisson-chadelles, ce qui faisait la renommée de la tribu long de la côte du Pacifique. Au début des années 1990, la compagnie forestière West Fraser Timber avaient acquis d'importantes concessions forestières dans le bassin de la Kitlope. Les Haislas, appuyés par le groupe de pression de l'Oregon Ecotrust, ont fait pression sur la société et le gouvernement provincial pour mettre en place un moratoire sur l'exploitation forestière dans le bassin versant.
En 1994, West Fraser a accepté de céder son bail sans indemnité. En consultation avec la Nation Haisla, le gouvernement provincial a établi une aire protégée autour de la rivière Kitlope le 20 février 1996. En 2008, il a été renommé de Conservancy, reflétant la cogestion du parc par BC Parks et les Haislas. Les Conservancy sont des aires protégées offrant un degré de protection plus flexible que ceux des parcs provinciaux, permettant des activités économiques ayant un faible impact sur l'environnement, tel que l'écotourisme, mais interdisant les industries lourdes telles que l'exploitation forestière, l'exploitation minière, la production d'électricité et de construction de routes.
Le pression pour l'établissement d'un parc dans le vallée de la Kitlope fait partie d'un effort plus large pour protéger la plus importante forêt pluviale tempérée côtière de la Colombie-Britannique, un écotype qui a été fortement exploité dans le sud de la province. La région de la  Kitlope est considérée comme faisant partie de la forêt pluviale du Grand Ours, un terme inventé par les groupes environnementaux. La réserve a été la première grande partie de la forêt pluviale à avoir bénéficié d'une protection.

## Géographie
La réserve couvre 322 020 ha de forêts pluviales tempérées côtières, faisant d'elle la plus grande réserve de ce type au monde. Il se trouve à la tête du passage Whidbey du chenal Gardner, et englobe les bassins versants des rivières Kitlope, Kalitan, Gamsby, Tsaytis, Kapella, et Tezwa. Lors de la fonte des neiges au printemps, ces cours d'eau sont soumis à de fortes crues et transportent de grandes quantités de débris. Une grande partie du parc est montagneuse, au sud de la Kitlope de la Rivière des dômes de granite et les crêtes sont une partie du chaînon Kitlope Gamme, une partie des chaînons Kitimat. Dans le nord, ils font partie du chaînon Tochquonyalla, partie des chaînons Tahtsa. Les glaciers et champs de glace occupent les plus hautes altitudes.
Les vallées du parc sont étroites, la plupart se situant entre un et deux kilomètres de large. Beaucoup, comme la vallée de la  Gamsby, sont couvertes par des chenaux tressés  graviers déposés par les rivières. Le parc dispose d'un lac important, le lac Kitlope, qui est alimenté par la rivière Tezwa et se déverse dans la rivière Kitlope près de son estuaire.
Le parc fait partie d'un réseau de vastes zones contigües de protection de la nature sauvage. Le parc provincial de Tweedsmuir, qui jouxte Kitlope dans le nord-est, est la plus grande zone protégée de la province. Le Fiordland Conservancy (en) protège plus de 80 000 hectares de littoral fjords à l'ouest du Kitlope Heritage Conservancy. Ensemble, les grands parcs et plusieurs petites réserves représentent plus de 2,3 millions d'hectares de terres non exploitées dans une variété de zones écologiques.